# Куц, Дмитрий Евгеньевич
Дми́трий Евге́ньевич Куц (род. 17 марта 1969, Ленинград) — российский футболист, вратарь.
Воспитанник СДЮШОР «Смена» Ленинград, тренеры В. Вильде, В. Савин. За команду «Смена-Сатурн» в 1992—1994 годах в первой и второй лигах провёл 19 матчей. В 1994 году вместе с Александром Захариковым и Владимиром Нахратовым перешёл в китайский клуб «Шанхай Шэньхуа» из города-побратима Петербурга, за который сыграл два матча. После этого завершил профессиональную карьеру.